# Nombre de Sierpiński
En matemàtiques, un nombre de Sierpiński és un nombre natural imparell k tal que els enters de la forma {\displaystyle 2^{n}k+1} són compostos (no són primers) per tot nombre natural n.
En altres paraules, quan k és un nombre de Sierpiński, tots els elements del següent conjunt són nombres compostos:
{\displaystyle \left\{\,2^{n}k+1:n\in \mathbb {N} \,\right\}}
Els nombres d'aquest conjunt amb k imparell i {\displaystyle k<2^{n}} s'anomenen nombres de Proth.

## Descripció
El 1960 Waclaw Sierpiński va demostrar que existeixen infinits enters senars que en ser utilitzats com a k produeixen nombres no primers.
El Problema de Sierpiński és: "Quin és el menor nombre de Sierpiński?" 
El 1962, John Selfridge va proposar el que es coneix com la Conjectura de Selfridge: que la resposta al problema de Sierpiński era el nombre 78,557. Selfridge va demostrar que fent {\displaystyle k=78,557}, tots els elements del conjunt generat podien ser factoritzats per elements del conjunt {3, 5, 7, 13, 19, 37, 73}. Per tant, va demostrar que 78,557 era un nombre de Sierpiński.
Per tal de demostrar que 78,557 és el nombre de Sierpiński més petit, s'ha de provar que tots els nombres senars menors que 78,557 no són nombres de Sierpiński. A data de maig de 2007, s'havia provat per a tots, excepte per a set d'aquests nombres: 10223, 21181, 22699, 24737, 33661, 55459, 67607. Cal recalcar que el dia 6 de maig de 2007 es va descartar el nombre 19249, en comprovar-se que {\displaystyle 19249\times 2^{13018586}+1} era primer. Aquest nombre té 3918990 xifres.
El octubre de 2007, un projecte de computació distribuïda anomenat Seventeen or Bust, va descobrir que {\displaystyle 33661\times 2^{7031232}+1} és primer. Quedant descartat, doncs, el nombre 33661.
El 31 d'octubre de 2016, el matemàtic hongarès Péter Szabolcs, va descartar el nombre 10223, en descobrir que {\displaystyle 10223\times 2^{31172165}+1} és primer. Aquest nombre, amb més de 9 milions de dígits, és el nombre primer més gran que es coneix, a part dels primers de Mersenne.
Queden doncs pendents de testar (el gener de 2020) els nombres {\displaystyle 21181,22699,24737,55459,67607}.
Seventeen or Bust va ser cancel·lat el 2016. En el seu lloc, un altre projecte de computació distribuïda PrimeGrid, està comprovant aquests nombres restants. Si el projecte troba que tots aquests nombres generen un primer quan són utilitzats com a k, el projecte haurà trobat la prova de la conjectura de Selfridge.